# Петер Артс
Петер Артс (роден на 25 октомври 1970 г.) е нидерландски кикбоксьор. Познат е добре с убийствените си високи ритници, което му спечелва прякора „Холандския дърводелец“.
Заедно с Реми Боняски, Анди Хъг, Ернесто Хуст и Семи Шилт е смятан за един от най-великите кикбоксьори за всички времена.
Артс е роден в Айндховен, където започва да тренира Муай тай и Кикбокс на 14 години. Той печели първата си световна титла, когато е на 18 г., през 1990 г. и прибавя още две големи титли към успехите си, преди да замине за Япония и да започне участие в организацията K-1.
Не е участвал само в 1 финал на Гран При на K-1 – през 2009 г. Това спечелва прякора му Мr. K-1.
Той дебютира в Гран При на K-1 през 1993 г. и е отстранен от легендарния Ернесто Хуст. Той печели първото си Гран При през 1994 г., като печели по точки срещу Масааки Сатаке на финала.
Той печели Гран При-то отново през следващата година след успех над друг Японец – Тошиюки Атокава, този път убедително с нокаут, след което отстранява Ернесто Хуст на точки и Джером Ле Банер на финала с удари в тялото.
Той печели турнира отново през 1998 г., когато нокаутира и тримата си противника в Tokyo Dome пред 63 800 зрители. Това е смятан за най-добрия Гран При за всички времена. На четвъртфинала Артс побеждава чрез удари с коляно, а на полуфинала срещу дългогодишния си съперник Майк Бернардо принуждава съдията да спре мача и печели с технически нокаут. На финала поваля великия Анди Хъг с висок ритник и печели Гран При-то. Този е смятан за един от най-великите моменти в историята на K-1. На Петер Артс му отнема 6:43 минути за да се справи с тримата си противници. Това е рекорд за най-бързо спечелен Гран При. Рекорда се задържа до 2009 г., когато е победен от Семи Шилт.
Макар че Гран При 1998 е последния спечелен от Артс, той продължава да участва активно и достига 3 финала на Гран При – през 2006, 2007 и 2010 г.

## Ранни години
Артс е роден в Айндховен, Северен Брабант, Холандия на 25 октомври 1970 г. Той играе футбол 7 години през детството си в Айндховен. През 1983 г. започва да тренира таекуондо. Неговия интерес към бойните изкуства идва от дядо му и чичо му, тъй като и двамата се занимават с това. През 1984 г. започва да тренира кикбокс в град Бест, Северен Брабант. Само година след това, той печели първия си мач. След 5 години, вече 19-годишен, Артс печели първата си титла.

## Кариера

### Ранна кариера: 1985-1992
Артс прави професионалния си дебют през 1985 г. Едни от важните му срещи по това време са загуба по точки срещу Ернесто Хуст на 20 ноември 1988 г., с който се е бил 5 пъти и загуба с нокаут от Андре Маннарт през 1989 г.
Артс сменя клуба и следващата година – 1990 печели титлата в тежка категория на Международната Кикбокс Федерация.
През 1991 г. Артс отново сменя клуба си, този път избирайки известния Чакурики. Там той постига най-голямото си постижение – на 18 ноември 1991 г. той побеждава с единогласно съдийско решение легендарния Франк Лобман в Ротердам и печели Световната титла по Муай Тай в тежка категория на Световната Муай Тай Асоциация.
През 1992 г. се премества на световно ниво. Побеждава Морис Смит по точки след 9 рунда в Париж на 9 април 1992 г. Състои се реванш между Артс и Лобман на 20 май 1992 г., отново за Световната титла по Муай Тай в тежка категория на Световната Муай Тай Асоциация. Артс отново триумфира след като Лобман прекратява доброволно срещата в третия рунд. Годината завършва с равен мач срещу каратиста Масааки Сатаке.

### 1993: Дебют в K-1
На 7 март 1993 г. Артс побеждава Морис Смит в реванша между двамата, като го поваля с висок десен ритник, техника, която по-късно се превръща в негова запазена марка.
Тези победи донасят слава на Артс, както и статуса на кикбоксьор от най-високо ниво и той е поканен на K-1 Гран При '93. Това е турнир с осем състезатели, съставен от най-добрите кикбоксьори в тежка и полутежка категория, провеждащ се в Токио. Петер отново се изправя срещу Ернесто Хуст на четвъртфинала и след оспорвани три рунда Хуст печели чрез решение на мнозинството съдии (29-28, 30-28, 30-30).
По-късно Артс прави 2 успешни защити на титлата си по Муай Тай.

### 1994-1995: Последователни победи на Гран При
През 1994 г. Артс участва в K-1 Гран При '94. На четвъртфтиналите прави равенство с Робин ван Есдонк. Есдонк го поваля, но Артс се възстановява и се връща в мача и печели чрез нокаут с висок десен ритник. Изправя се срещу Партик Смит, американец с див и агресивен стил. Все пак, Петер го удържа и го поваля само минута след началото на първия рунд.
На финала се изправя отново срещу Асааки Сатаке. Артс просто използва повече и по-силни удари за да победи с решение на съдиите. Това го прави шампион на K-1 Гран При '94.
Завръща се на ринга на 12 септември 1994 г. за турнир в Ротердам. Там отново среща Роб ван Есдонк и го нокаутира за втори път в мощния висок ритник. Същото се повтаря на полуфинала с Глен Вийнгард и се изправя срещу Франк Лобман за трети път. Лобман е на 38. Артс натиска и заклещва Лобман във въжетата през 2 рунд и треньорския му щаб сам хвърля кърпата.